# Вормсгау
Вормсгау (на немски: Wormsgau; на латински: pagus wormatiensis) е през Средновековието графство около град Вормс, Германия. Известно време град Майнц принадлежи към него. Вормсгау е една от централните собствености на Салическата династия.

## Графове във Вормсгау

### Робертини
- Роберт I/Руперт I († пр. 764), от 732 г. „dux“ в Хеспенгау, 741/742 comes palatinus (пфалцграф), ок. 750 граф в Оберрейн – Вормсгау, син на граф Ламберт фон Хеспенгау и Хротлинд, дъщеря на краля на франките Теодорих III, жени се Вилисвинда, дъщеря на Адалхелм, господар във Вормсгау
- Турингберт (735 – 770), граф в Хеспенгау и Вормсгау
- Роберт II († 807), негов син, 795/807 граф във Вормсгау и Оберрейнгау
- Роберт III († пр. 834), негов син, 812/830 граф във Вормсгау, женен за Вилтруд (Валдрада) Орлеанска
- Гунтрам (* 815; † 837), негов син, от 834 граф във Вормсгау и Оберрейн
- Руадберт (Роберт), 817 граф в Заалгау, Вормсгау и Оберрейн (франкски Бабенберги)
- Робер IV Силни († 866), брат на Гунтрам, 836 – сл. 840 граф във Вормсгау, 861/866 граф на Париж
- Валахо IV (Вернер IV) († пр. 891), сл. 840 граф във Вормсгау, женен за Ода, дъщеря на Роберт III
- Мегингоц I, 876 граф във Вормсгау (Вилхелмини), женен за сестра на Робер Силни

### Конрадини
- Вернер V († ок. 920) от Салиите, ок. 890/910 граф в Наегау, Шпайергау и Вормсгау, женен за жена от Конрадините
- Конрад Курцболд († 948), 906/907 и 932 граф във Вормсгау
- Конрад Червения († 955), 941 граф във Вормсгау, Наегау, Шпайергау и Нидагау, граф на Франкония, херцог на Лотарингия
- Ото I († 1004), негов син, граф в Наегау, Шпайергау, Вормсгау, Елзенцгау, Крайхгау, Енцгау, Пфинцгау и Уфгау, херцог на Каринтия

### Салическа династия
- Хайнрих фон Вормс († 989/1000), негов син, граф във Вормсгау
- Конрад II Млади († 1039), негов племенник, граф в Наегау, Шпайергау и Вормсгау, херцог на Каринтия (1036 – 1039)